# Mohamed Abdulrahman
Mohamed Abd ar-Rahmán (1989. február 4. –) jemeni származású Egyesült Arab Emírségek-beli labdarúgó, az élvonalbeli El-Ajn csatára.
A 2010-es AFC-bajnokok ligája-sorozatban 3 meccsen játszott